# Eva Lubinger
Eva Lubinger (auch Eva Lubinger-Miess oder Eva Miess-Lubinger; * 3. Februar 1930 in Steyr; † 17. August 2023 in Innsbruck) war eine österreichische Schriftstellerin.

## Leben
Eva Lubinger besuchte die Volksschule und das Realgymnasium in Steyr, maturierte 1949 und
studierte anschließend fünf Semester Kunstgeschichte, Germanistik und Anglistik an der Universität Innsbruck.
Lubinger, die bereits in der Schulzeit zu schreiben begann, verfasste Romane, Lyrik, Erzählungen, Reisessays, Funkerzählungen und Hörspiele. Daneben war sie Autorin einer regelmäßigen Glosse in der Wochenzeitung Präsent. Sie war Mitglied im Österreichischen P.E.N.-Club.
In Innsbruck lernte sie den Kunsthistoriker und Kulturphilosophen Walter Miess kennen, den sie 1952 heiratete und mit dem sie zwei Söhne hat.

## Auszeichnungen
- Preis der Landeshauptstadt Innsbruck für künstlerisches Schaffen, Lyrik, 1958[1]
- Preis der Landeshauptstadt Innsbruck für künstlerisches Schaffen, dramatische Dichtung, 1970[1]
- Ehrenzeichen für Kunst und Kultur der Stadt Innsbruck, 1982[2]

## Werke
- Paradies mit kleinen Fehlern: Eine heitere Familienchronik. Illustrationen: Winnie Jakob. Wort-und-Welt-Verlag, Innsbruck 1973
- Gespenster in Sir Edwards Haus. Roman. Illustrationen: Winnie Jakob. Wort-und-Welt-Verlag, Innsbruck 1975
- Verlieb dich nicht in Mark Aurel. Eine italienische Reise. Wort-und-Welt-Verlag, Innsbruck 1976
- Ein Körnchen Salz, zwei Löffel Liebe. Glossen. Wort-und-Welt-Verlag, Innsbruck 1979
- Pflücke den Wind. Gedichte. Wort-und-Welt-Verlag, Innsbruck 1982
- Der Hund, der Nonnen frisst. Erzählungen. Wort-und-Welt-Verlag, Innsbruck 1982
- Arche Noah – exklusiv. Essays. Illustrationen: Wolfgang Miess. Wort-und-Welt-Verlag, Thaur 1983
- (als Hrsg.) Der Wunderbaum. Die schönsten Märchen aus Siebenbürgen. Illustrationen: Renate Mildner-Müller. Wort-und-Welt-Verlag, Thaur 1984
- Flieg mit nach Samarkand. Heitere Erzählungen. Illustrationen: Wolfgang Miess. Wort-und-Welt-Verlag, Thaur 1987
- Annas Fest. Roman. Wort-und-Welt-Verlag, Thaur 1990
- Zwischen Himmel und Erde. Bilder einer Tiroler Hochalm. Fotos: Gisela Peters. Athesia, Bozen 1990
- Tag wird Abend – Nacht wird Traum. Ein Wegweiser in Bildern und poetischen Versen. Fotos: Gisela Peters. Pinguin, Innsbruck 1991
- Dem Licht auf der Spur. Erzählung. Fotos: Kurt Mimmler. Österreichischer Kulturverlag, Thaur 1991
- Draußen ruht die Zeit. Ein Wegweiser in Bildern und poetischen Versen. Pinguin, Innsbruck 1992
- Advent – Zeit der Verheißung. Bilder: Gisela Peters. Tyrolia, Innsbruck 1993
- Eine Handvoll Lebenstage. Wort-und-Welt-Verlag, Thaur 1994
- Der unzerstörbare Traum. Blumen, Bäume, grüne Pfade. Ein Gartenbuch der ganz anderen Art. Bilder: Hugo M. Schiechtl. Berenkamp, Innsbruck 2002
- Leih mir Flügel. Roman. Berenkamp, Innsbruck 2005
- Zeig mir Lamorna. Notizen einer Freundschaft. Ennsthaler, Steyr 2009
- Lebenslandschaften. Eine Wanderung. Roman, Ennsthaler, Steyr 2010
- Jeder Tag neu. Julia und die Sache mit dem Alter. Freya, Linz 2016